# Шкодров, Владимир
| Открытые астероиды: 8                                          | Открытые астероиды: 8 |
| -------------------------------------------------------------- | --------------------- |
| (4486) Митра [1]                                               | 22 сентября 1987      |
| 9732 Juchnovski [2]                                            | 24 сентября 1984      |
| 11852 Shoumen [2]                                              | 10 сентября 1988      |
| (11856) 1988 RM8                                               | 11 сентября 1988      |
| (12246) Плиска                                                 | 11 сентября 1988      |
| (13930) 1988 RQ8                                               | 12 сентября 1988      |
| 14342 Iglika [2]                                               | 23 сентября 1984      |
| (14839) 1988 RH8                                               | 11 сентября 1988      |
| 1. совместно с Эриком Эльстом 2. совместно с Виолетой Ивановой |                       |

Владимир Георгиев Шкодров (болг. Владимир Георгиев Шкодров; 10 февраля 1930, Лом, Царство Болгария — 31 августа 2010, София, Болгария) — болгарский астроном и первооткрыватель астероидов, работал в обсерватории Рожен. В период с 1984 по 1988 год совместно с двумя другими астрономами Эриком Эльстом и Виолетой Ивановой им было обнаружено в общей сложности 8 астероидов, половину из которых он обнаружил самостоятельно.

## Биография
Родился Владимир Шкодров в городе Лом в 1930 г.  Окончил гимназию в Белоградчике в 1948 году. Высшее образование получил в Софии в 1948. Защитил докторскую диссертацию в Ленинградском университете в 1969. В этом же году стал членом Комитета по изучению космического пространства (КОСПАР). 1991—1994 — ректор университета «Епископ Константин Преславски» (Шумен). 1994 — первый директор Института по астрономии. В 1995 был избран народным представителем 37 Народного собрания. 1997 — ректор центра образования при Болгарской АН.
22 сентября 1987 года Владимир Шкодров совместно с Эриком Эльстом открыл астероид (4486) Митра — один из близко пролетающих от Земли и поэтому потенциально опасных.
Владимир Шкодров — автор двух монографий, более 200 научных статей и публикаций, руководитель девяти научных проектов. Он организовал астрономическую лабораторию при университете «Епископ Константин Преславски».
В знак признания его заслуг одному из астероидов было присвоено его имя (4364) Шкодров.

## Награды
- Кавалер ордена «Стара-планина I степени».
- Кавалер ордена «Лента Марина Дринова».
- Доктор хонорис кауза университета «Еп. Константин Преславски».
- Кавалер ордена «Епископ Константин Преславски».
- Почётный гражданин города Шумен.